# 横浜市民ギャラリー
横浜市民ギャラリー（よこはましみんギャラリー）は、神奈川県横浜市西区宮崎町にあるギャラリーで、横浜市芸術文化振興財団が運営している。
中区万代町の横浜市教育文化センター内から移転し、2014年10月10日に再オープンした。

## 沿革
横浜市民ギャラリー（よこはましみんギャラリー）は、市民に美術文化の創造と普及の場を提供する目的で横浜市政初の文化施設として、また全国初の市民ギャラリーとして、1964年に市旧中区役所（中区桜木町）に開設され、1974年に新築の横浜市教育文化センターに移転した。
横浜市の中心部である関内駅前という立地の良さや、規模の大きい展示室を備える公立ギャラリーであることから、美術団体、美術作家の自主的な活動の場として、積極的に活用され、半世紀に亘る活動の中から、多くの美術団体が育ち、そのような美術団体から多くの作家が生まれ、活動の場を広げてきた。
しかし、経年の劣化に加え、2011年3月11日に起こった東日本大震災の影響による教育文化センターの閉鎖に伴い、2013年3月末をもって横浜市民ギャラリーも一時閉館することになった。三代目となる新しい横浜市民ギャラリーは、1987年に竣工した旧横浜市職員厚生施設「いせやま会館」を改修後、2014年10月にオープンした。

## 取り組み

### ニューアート展NEXT
2011年より横浜市民ギャラリーで企画している現代アートの展覧会。1964年から2005年に開催の「今日の作家展」、2006年から2010年開催の「ニューアート展」を継承するとともに、新たに“創造都市横浜からの発信”というコンセプトを加え、現代作家による様々な表現を紹介している。

### 横浜市こどもの美術展
1965年から、毎年夏に開催されている子どものための展覧会。出品した子どもの作品すべてを展示するという無審査方式を取り、展覧会期中は約1,200㎡の展示室が作品で埋め尽くされる。入場無料のトークやワークショップも同時開催される夏の一大イベント。

### コレクション展
戦後から90年代初頭までの横浜、神奈川を中心とする作家を核とした貴重な所蔵作品約1,300点をテーマやストーリー性を持たせ、「コレクション展」として紹介している。
2011年度は「顔」をテーマに「コレクション展2012 THEフェイス」
とし、油絵、日本画、版画、写真、彫刻の作品60点を紹介した。（2012年3月1日 - 3月18日）